# 박쥐성의 무도회
《박쥐성의 무도회》(영어: The Fearless Vampire Killers, or Pardon Me, But Your Teeth Are in My Neck 혹은 짧게 The Fearless Vampire Killers, 영국 제목은 영어: Dance of the Vampires)는 영국과 미국에서 제작된 로만 폴란스키 감독의 1967년 코미디 공포 영화이다. 잭 맥고런 등이 출연하였고, 진 구타우스키 등이 제작에 참여하였다.

## 줄거리
19세기 중반 트란실바니아. 흡혈귀 사냥꾼인 전 쾨니히스베르크 대학교 교수 아프론지우스와 견습생 알프레트는 단서를 좇아 이동 중이다. 노쇠한 교수는 말을 타고 겨울 숲을 돌파하다가 동상에 걸리고 알프레트 역시 냉기에 발갛게 익어 버린다. 둘은 작은 마을의 여인숙에 묵으며 몸을 녹이고, 이곳 주민들은 불안에 시달리며 보이지 않는 악마를 내쫓는 기이한 의식을 진행한다. 그날 밤 여인숙 주인의 딸이 흡혈귀 백작에게 납치되자 구출에 나선 두 사람은 인근 언덕 위의 불길한 고성에 들어간다.

## 출연진
- 잭 맥고런
- 로만 폴란스키
- 앨피 배스
- 제시 로빈스
- 샤론 테이트
- 페르디 마이네
- 이언 쿼리어
- 테리 다운스
- 피오나 루이스

## 기타 제작진
- 미술: 윌프레드 싱글턴, 프레드 카터
- 분장: 톰 스미스
- 의상: 소피 디바인
- 안무: 투테 렘코브
- 조감독: 로이 스티븐스